# Tripropylzinn-Verbindungen
Tripropylzinn-Verbindungen (abgekürzt TPT oder TPrT von englisch Tripropyltin) sind zinnorganische Verbindungen mit drei Propylgruppen. 

## Vertreter
- Tripropylzinnhydrid[1]
- Tripropylzinnchlorid[2]
- Bis(tripropylzinn)oxid[3]

## Externe Links zu erwähnten Verbindungen
1. ↑  Externe Identifikatoren von bzw. Datenbank-Links zu Tripropylzinnhydrid:  CAS-Nr.: 761-44-4, ECHA-InfoCard: 100.297.934, PubChem: 14022, Wikidata: Q110936882.
2. ↑  Externe Identifikatoren von bzw. Datenbank-Links zu Tripropylzinnchlorid:  CAS-Nr.: 2279-76-7, EG-Nr.: 218-910-3, ECHA-InfoCard: 100.017.192, GESTIS: 490373, PubChem: 16784, ChemSpider: 15909, Wikidata: Q27268369.
3. ↑  Externe Identifikatoren von bzw. Datenbank-Links zu Bis(tripropylzinn)oxid:  CAS-Nr.: 1067-29-4, EG-Nr.: 213-927-2, ECHA-InfoCard: 100.012.662, PubChem: 16682947, ChemSpider: 13689830, Wikidata: Q27231305.